# Wurfhebelbremse

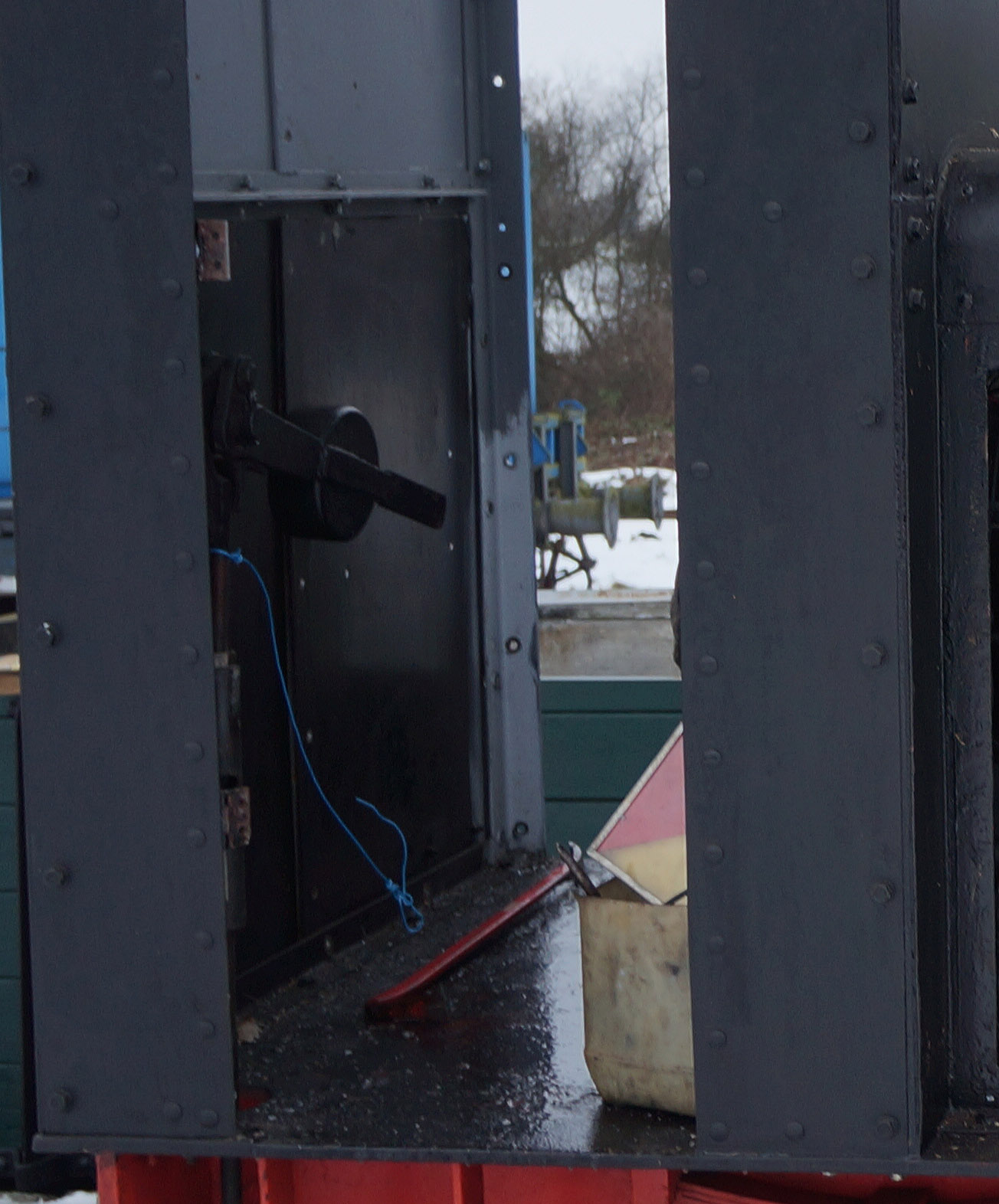
Wurfhebelbremse auf dem Führerstand einer Ns2f Lokomotive

Die Wurfhebelbremse ist eine Handbremse bei Schlepptendern und Lokomotiven.
Beim Herumwerfen eines Gewichtshebels wird zunächst mit kleiner Übersetzung das Klotzspiel rasch überwunden. Bei weiterer Bewegung wird die Übersetzung immer größer, so dass die Bremsklötze mit zunehmender Kraft gegen die Radreifen gedrückt werden.
Bei Schlepptendern wirkt die Wurfhebelbremse in der Regel auf alle Achsen, bei Lokomotiven nur auf die 
Treib- und Kuppelachsen.